# Svalbarðshreppur
Svalbarðshreppur (kiejtése: ˈsvalˌparðsˌr̥ɛhpʏr̥) önkormányzat Izland Északkeleti régiójában. Nevét Svalbarð templomáról kapta.
A térség első lakója Ketill þistill volt.
2021-ben tárgyalásokat kezdeményeztek Svalbarðshreppur és Langanesbyggð összevonásáról.

## Fordítás
- Ez a szócikk részben vagy egészben  a   Svalbarðshreppur című izlandi Wikipédia-szócikk ezen változatának fordításán alapul.  Az eredeti cikk szerkesztőit annak laptörténete sorolja fel. Ez a jelzés csupán a megfogalmazás eredetét és a szerzői jogokat jelzi, nem szolgál a cikkben szereplő információk forrásmegjelöléseként.